# Ananthura antipai
Ananthura antipai is een pissebed uit de familie Antheluridae. De wetenschappelijke naam van de soort is voor het eerst geldig gepubliceerd in 2005 door Negoescu.